# Altar de muertos

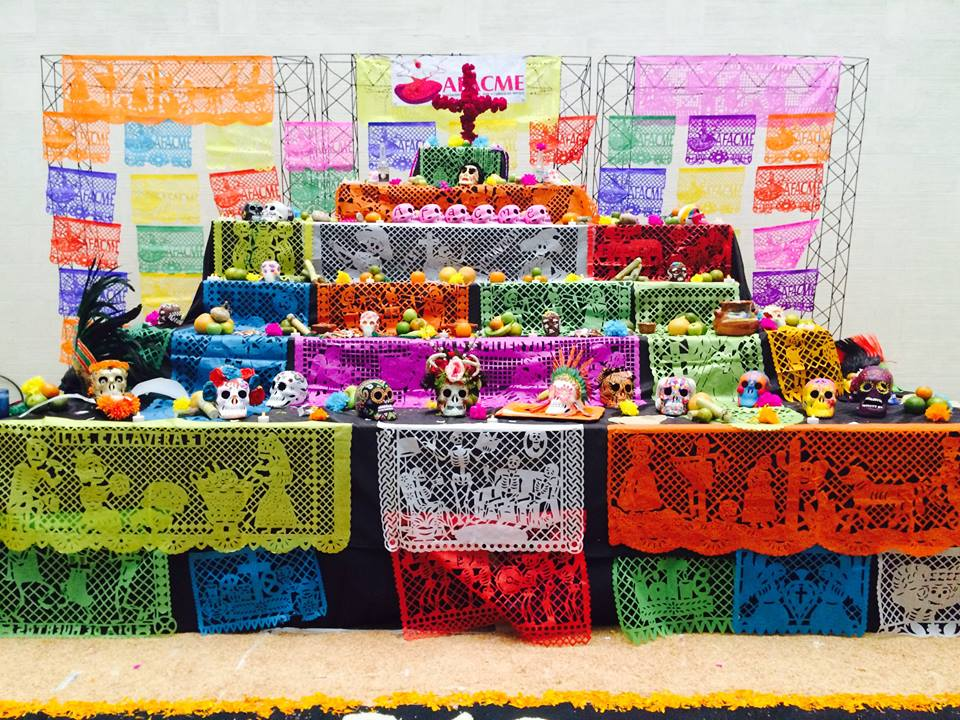
Ofrenda típica mexicana del Día de Muertos.

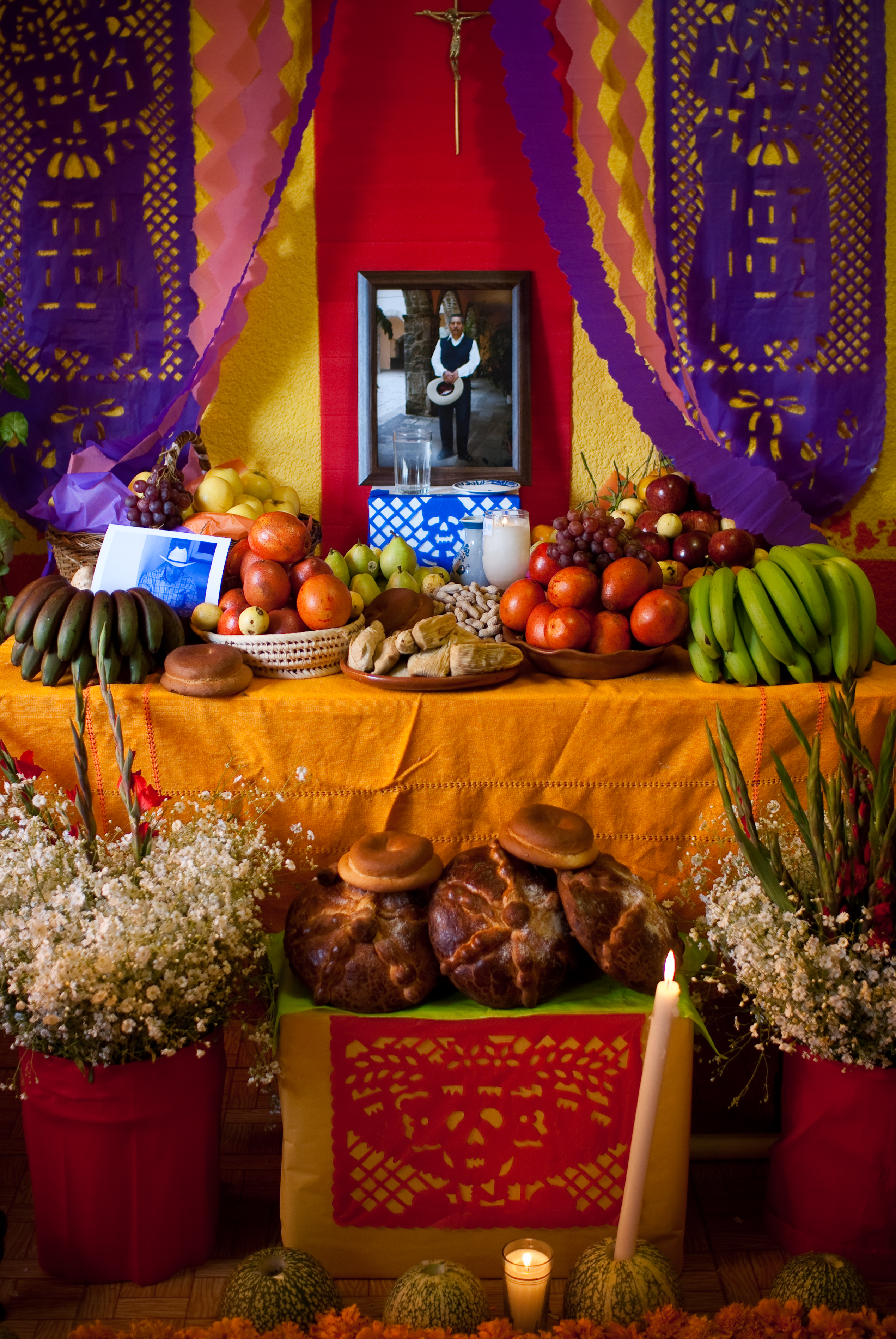
Altar tradicional de Día de Muertos en la alcaldía Milpa Alta de la Ciudad de México.

El altar de muertos es un elemento fundamental en el conjunto de tradiciones mexicanas del Día de Muertos, que consiste en instalar altares domésticos en honor de los muertos de la familia donde se ofrece como ofrenda alimentos, velas, flores y objetos de uso cotidiano del difunto.[cita requerida]
El altar de muertos es una construcción simbólica resultado del sincretismo de las ideologías prehispánicas, la cosmovisión endémica de las culturas mesoamericanas y las creencias religiosas europeas de carácter abrahámico traídas por los conquistadores y misioneros españoles encomendados a la colonización y conversión de los pueblos nativos del actual territorio mexicano. Las creencias mesoamericanas sincréticas, para rendir tributo a los antepasados familiares, a los difuntos cercanos o a personajes importantes.
Estos altares, producto del sincretismo religioso, guardan todavía una enorme similitud en elementos simbólicos y estéticos con los tlamanalli (del náhuatl tlamana ‘ofrecer’ y -li, sufijo: ‘La Ofrenda’),  elaborados por los grupos que aún guardan la tradición de los pueblos originarios.

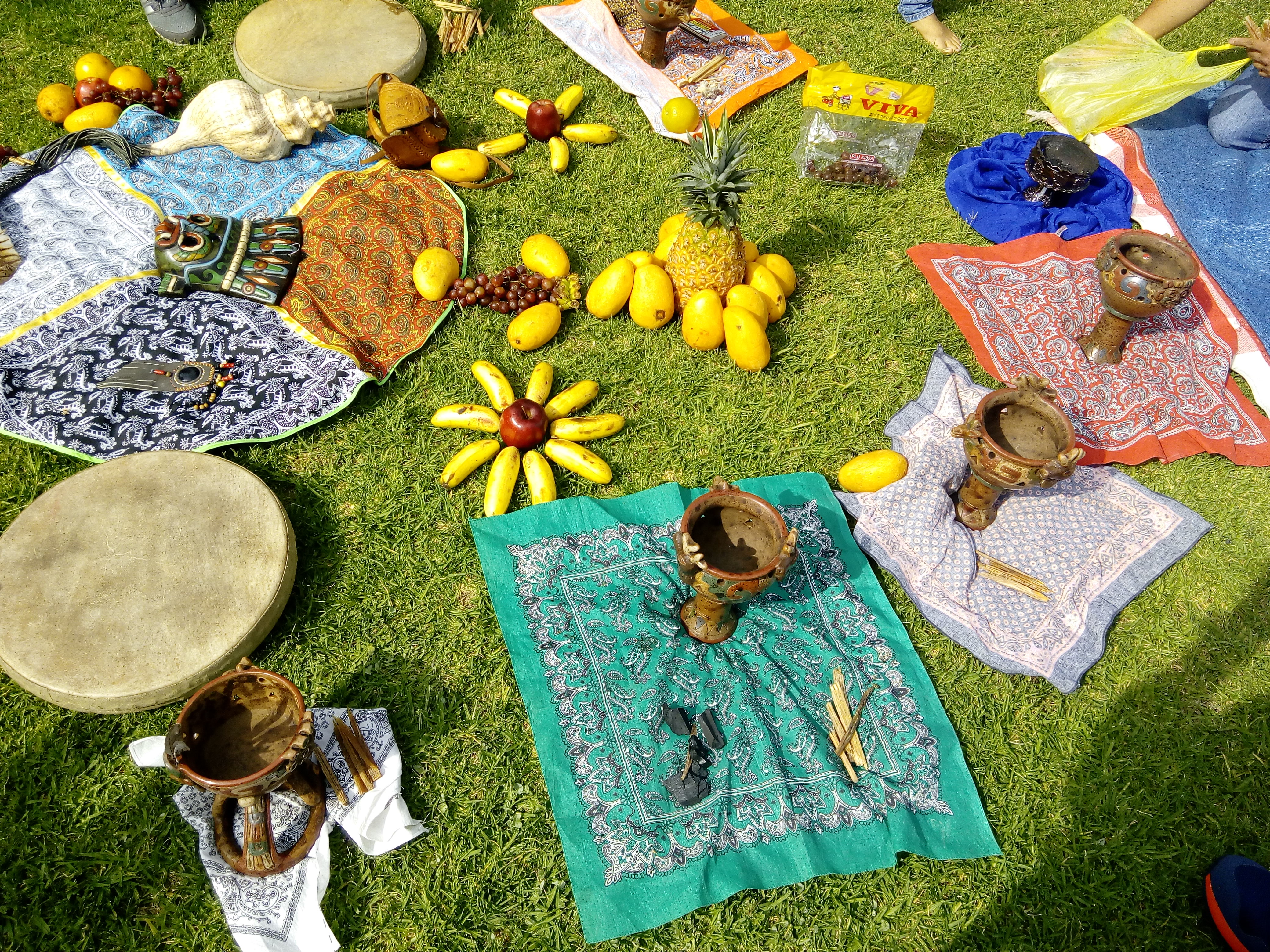
Tlamanalli tradicional

## Creencias sobre la muerte en el México prehispánico
Los indígenas de Mesoamérica, como casi todos los habitantes prehispánicos del resto del continente, compartían la creencia de la existencia de una entidad anímica en el cuerpo que daba identidad y conciencia al ser humano y que lo abandonaba al morir para ir a una existencia ultraterrena. Los mexicas identificaban dicha sustancia inmortal con el «teyolía», radicado en el corazón, mientras que para los mayas tal esencia recibía el nombre de «ol». Dicha conciencia pervivía en el lugar de los muertos, en donde seguía requiriendo alimento, reconocimiento y algunas otras ayudas espirituales que podían ser otorgadas por los vivos para permitirles continuar su existencia inmortal. Lo anterior generó el desarrollo de un culto a los ancestros bastante difundido en Mesoamérica.
El registro arqueológico de los pueblos mesoamericanos da testimonio de que en los ritos funerarios de estas civilizaciones era bastante común dejar en la sepultura objetos de uso cotidiano, herramientas del oficio del difunto, joyería, ropas, alimentos y piedras semipreciosas, entre otras cosas, para ayudar al difunto en su travesía y estancia en el otro mundo.

## Altar de muertos (ofrenda)

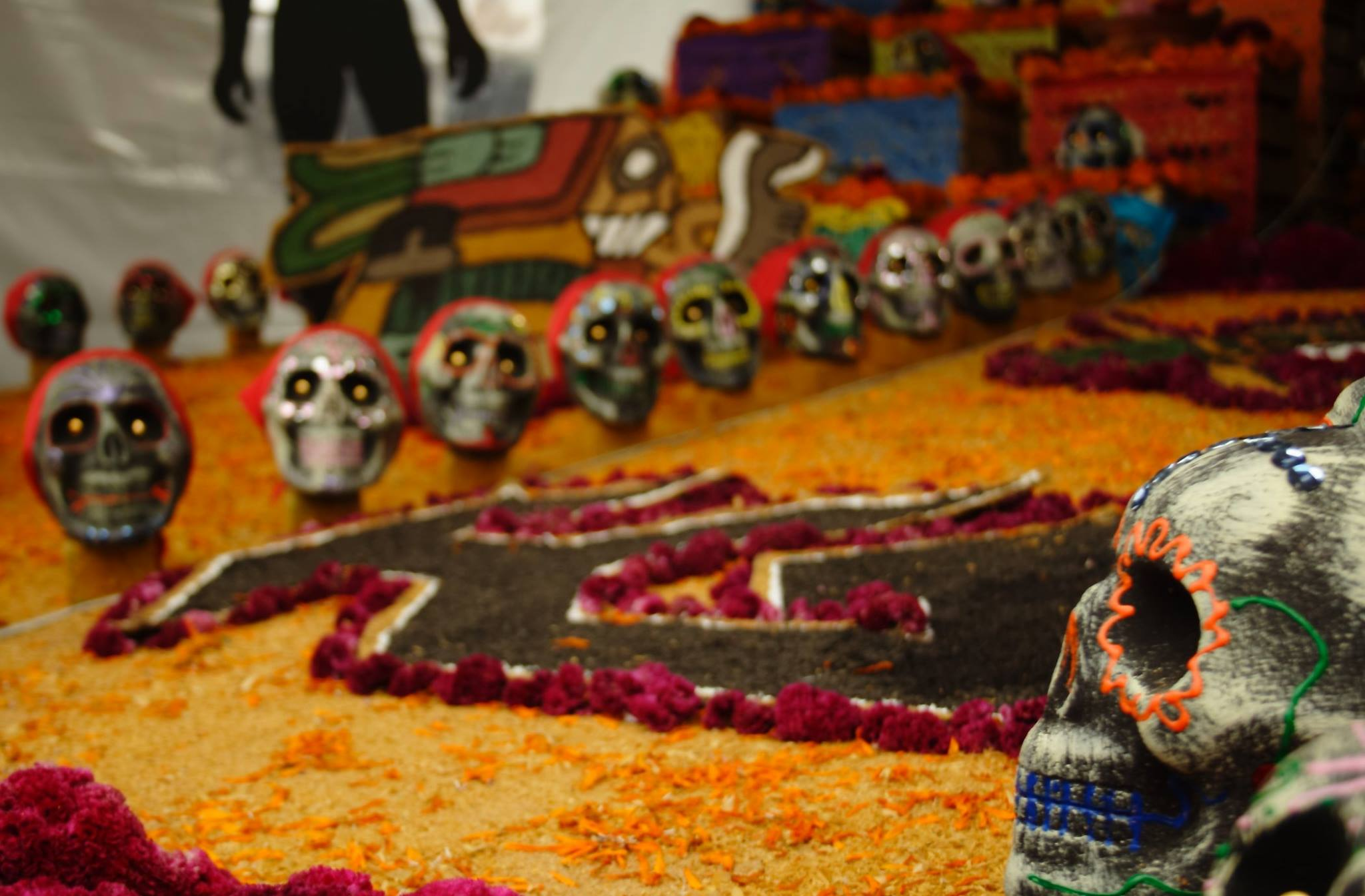
Ofrenda de Día de Muertos en la Ciudad Universitaria, al sur de la Ciudad de México.

Los orígenes de la tradición del Día de Muertos son anteriores a la llegada de los españoles. El altar de muertos es un elemento fundamental en la celebración del Día de Muertos. La representación de los altares de muertos ha cambiado a través de los siglos desde la introducción de la religión católica en el México prehispánico, debido a que se han incluido elementos simbólicos que no pertenecen a las culturas mesoamericanas, como imágenes religiosas católicas (rosarios, crucifijos e iconos sacros).
La estipulación de la festividad religiosa del Día de Todos los Santos se conjuga con el Día de Muertos. En tiempos de la conquista de México, se intentó convertir al catolicismo a los pobladores de Mesoamérica. La tradición se resistió a morir, y poco a poco se le fueron incluyendo elementos de las culturas europeas.
La construcción y representación del altar de muertos varía según la idiosincrasia y los elementos disponibles en una determinada región, así como de la cosmovisión de las diferentes culturas y etnias.[cita requerida]

### Niveles del altar

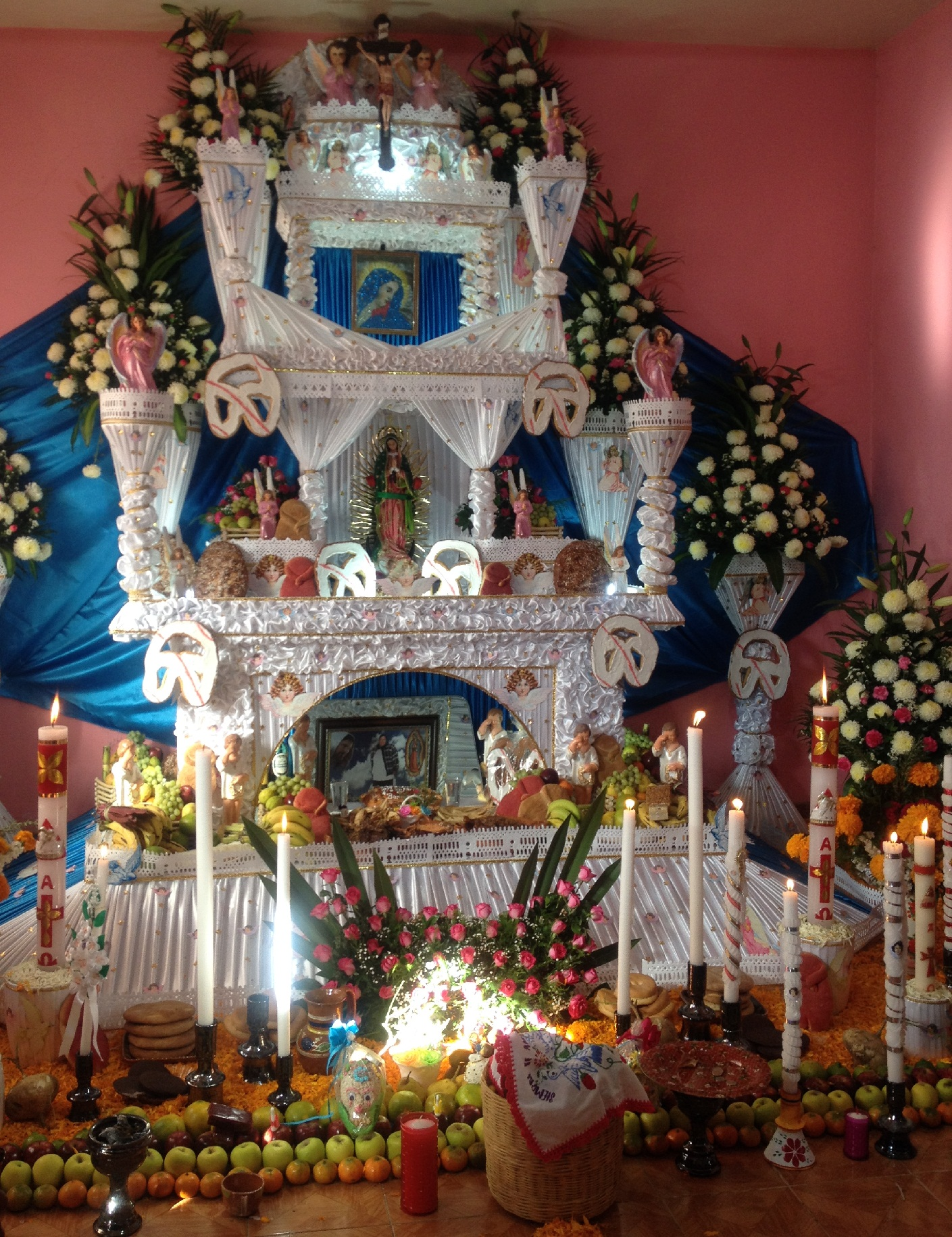
Ofrenda monumental de tres niveles en Huaquechula, Puebla.

Los niveles en el altar de muertos representan la cosmovisión, el mundo material y el inmaterial o los cuatro elementos, y en cada uno de ellos se colocan diferentes objetos simbólicos para la cultura, religión o la persona a la que se le dedica el altar.
- Altares de dos niveles: son una representación de la división del cielo y la tierra, y representan los frutos de la tierra y las bondades de los cielos, como la lluvia.[6]

- Altares de 3 niveles: representan el cielo, la tierra y el inframundo. Debido a la introducción de ideologías de las religiones europeas, ha cambiado su significado a dos posibles: pueden representar la tierra, el purgatorio y el reino de los cielos, o bien los elementos de la Santísima Trinidad, según la tradición católica.[8]

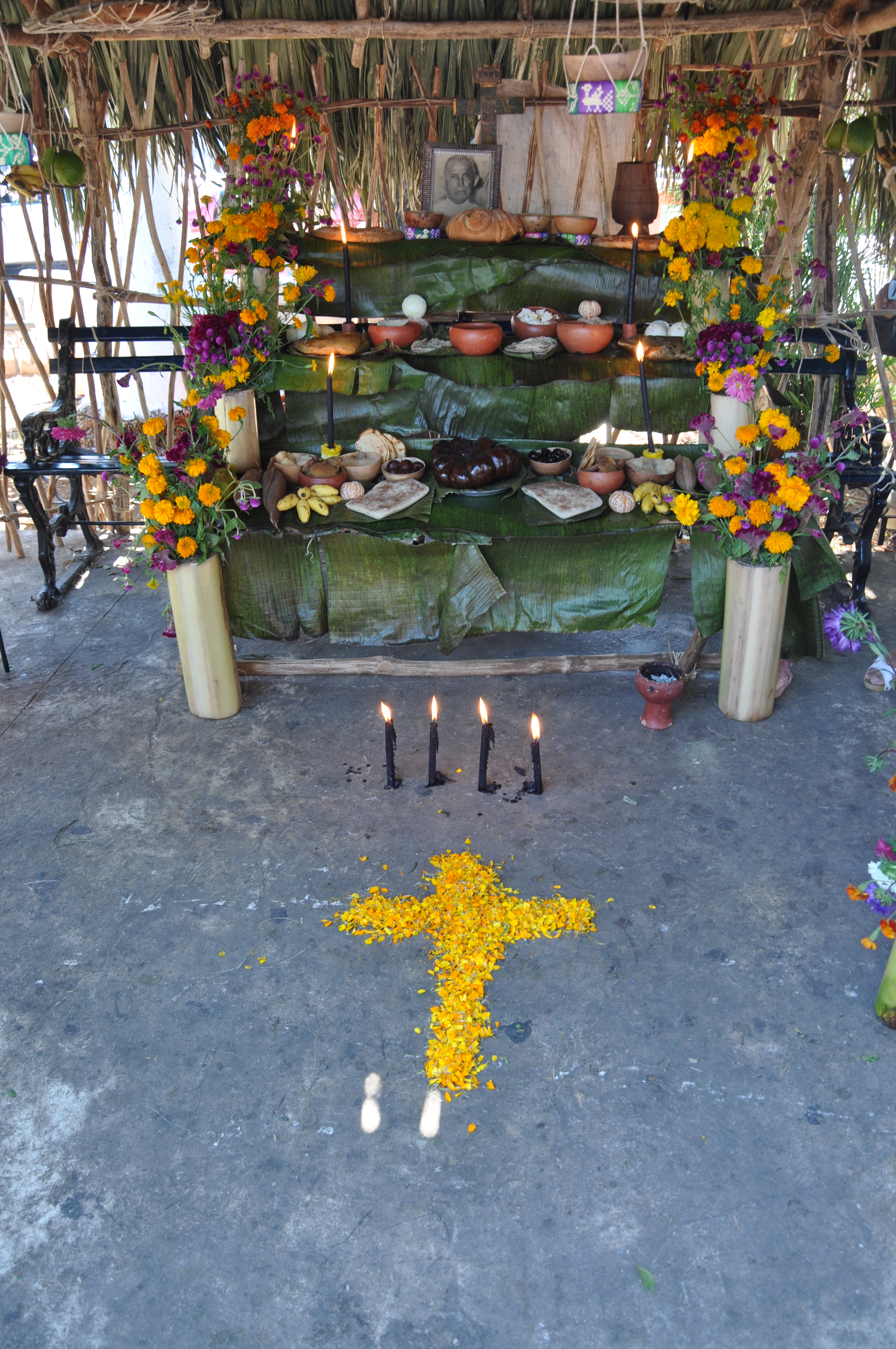
Altar de tres niveles en Yucatán.

- Altares de 7 niveles: son los más convencionales, y representan los siete niveles que debe atravesar el alma para poder llegar al descanso o paz espiritual.[9] Según la práctica otomí, los siete escalones representan los siete pecados capitales.[10] Se asocia el número siete con el número de destinos que, según la cultura mexica, existían para los diferentes tipos de muerte, cabe destacar que algunos de los destinos se mantienen presentes de una u otra forma en la tradición actual, un ejemplo de esto es el 28 de octubre donde la tradición marca que aquellos que murieron de forma violenta, repentina o accidental regresan con sus familias así como las almas solitarias que ya no tienen parientes que los recuerden.[cita requerida]

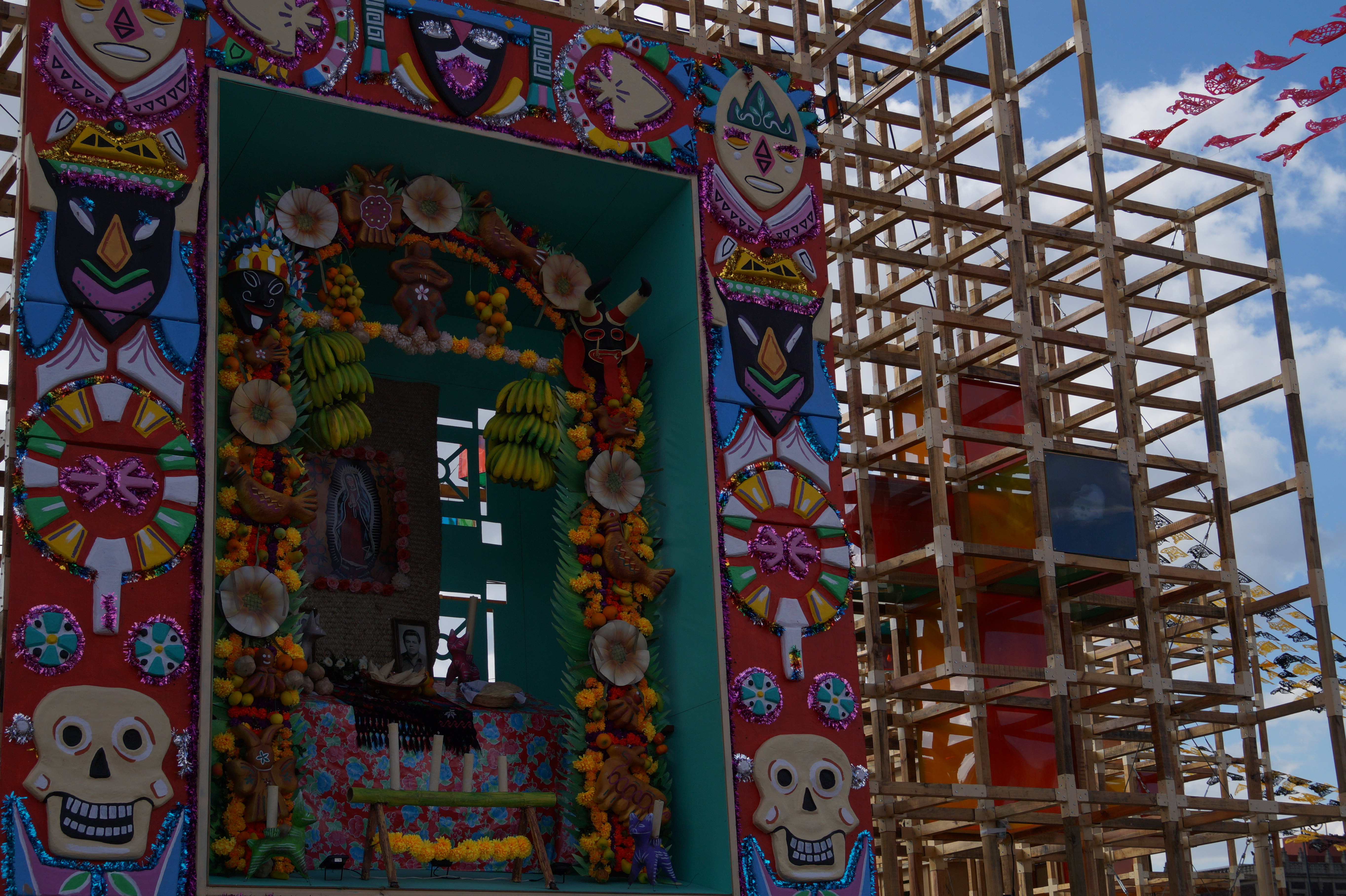
Mega ofrenda de Día de Muertos en El Zócalo de la Ciudad de México.

En diferentes culturas, particularmente entre los mexicas, se creía que existía un proceso para nacer y otro para morir: cuando el alma abandona el cuerpo físico, debe pasar por una serie de pruebas o dimensiones, para llegar al ansiado descanso; mientras que también se asocia con el dogma mexica del Mictlán, aludiendo a que siete niveles representan siete de las 9 etapas del Mictlán. En la cosmovisión mexica, el alma de una persona debe pasar ocho niveles en el Mictlán (el inframundo de quienes mueren por causas naturales), y cada uno representa una prueba para llegar al noveno nivel, en el que se llega ante Mictlantecuhtli y su esposa Mictecacíhuatl, con lo que se alcanza el descanso eterno. El dios azteca Xólotl era el psicopompo de las almas en el camino.

### Elementos de un altar
Las ofrendas suelen incluir una variedad de elementos, que pueden variar según la región y la familia que las construye. Algunos de los elementos más comunes y significativos incluyen la sal, que representa la pureza y la purificación; el agua, que satisface la sed de las ánimas; la luz, proporcionada por veladoras y cirios, que guía a los muertos en su regreso a su hogar; y la flor de cempasúchil, cuyo aroma y color ayudan a guiar a las almas. También se suelen incluir fotografías de los difuntos, que se consideran un elemento importante para honrar su memoria. Otras tradiciones incluyen la colocación de calaveritas de azúcar o chocolate, que representan la muerte en la tradición mesoamericana; copal e incienso; pan y comida; papel picado; y elementos relacionados con la religión católica, como crucifijos, imágenes de santos o rosarios.

#### Aromas
En su forma más tradicional, se incluyen diversos elementos aromáticos que simbolizan la purificación del alma, así como diversas especies de hierbas de olor, las cuales también representan los frutos de la tierra. Su origen simbólico se concentra en el aroma embelesante, capaz de guiar o atraer a los difuntos a su ofrenda.
Diversas versiones del altar tradicional incluyen la infusión de hierbas de olor como el laurel, tomillo, mejorana, romero y manzanilla, que se ponen a hervir en una olla tapada por una penca de nopal perforada. La infusión de estas hierbas producirá un olor atractivo que se colará a través de las perforaciones del nopal y guiará a las almas a la tierra.
La resina del copal es un elemento frecuente en la representación de altares de muertos por su capacidad natural de producir un aroma distintivo. Tiene diferentes significados en las diversas regiones y culturas de América, solía utilizarse en rituales de atracción de la lluvia y ceremonias de purificación del alma de los vivos, de ahí su relación en la utilización en el día de muertos.
El incienso es un elemento aromático de origen asiático cada vez más frecuente en los altares cuyo uso empezó a adoptarse desde tiempos de la Nueva España como sustituto común para el copal y otras esencias.

#### Arco
Se coloca arriba del último piso un arco hecho de carrizo, palmilla o fierro, flores que simbolizan ser la puerta de entrada al mundo de los muertos, el octavo nivel que se debe seguir para llegar al Mictlán y encontrarse con Mictlantecuhtli. Frecuentemente se decora con flores de cempasúchil y puede contener otro tipo de ofrendas como frutos y golosinas.

#### Papel picado
Los aztecas utilizaban papel amate, un tipo de fibra hecha de la corteza de árboles, para representar el viento en los altares; posteriormente tras el mestizaje esta fibra fue reemplazada con el papel actual. En aquellos papeles amate se pintaban diferentes deidades y debido a su versatilidad podía ser teñido de diferentes colores disponibles para la época; como ejemplo notable se encuentran los códices y jeroglificos que relataban eventos trascendentes dentro de diferentes culturas mesoamericanas. Con la influencia española aparecieron diferentes tipos de papel, colores y patrones.
El color amarillo y el color morado empleados en el papel picado o las cadenas de papel representan respectivamente pureza y duelo. El papel picado comercial regularmente incluye variedad de colores y diseños basados en las caricaturas de José Guadalupe Posada, aunque también se utiliza con otro tipo de motivos y diseños para otras fiestas de la cultura popular mexicana como la celebración del inicio de la batalla de independencia de México.

#### Representación del fuego
Como representación del elemento fuego suelen añadirse velas, veladoras y cirios por su fácil manejo y su relación con los símbolos religiosos. En su versión menos frecuente pueden añadirse antorchas y fogatas controladas que representan la guía para el alma, incluso la luz en su camino de vuelta al mundo de los muertos. Se colocan cuatro cirios para representar una cruz y los cuatro puntos cardinales.

#### Representación del agua
El agua tiene múltiples significados, el principal, se utiliza para calmar la sed del espíritu. Se colocan diferentes objetos que representan el agua como un vaso lleno de ésta, el cual el difunto utilizará para aliviar su sed en su camino. Además se colocan diferentes objetos de tocador y aseo personal para el difunto.
Los mayas tenían la creencia de que los cenotes, que ellos consideraban sagrados, eran una puerta al inframundo. En muchas representaciones de altares suele colocarse una vasija con agua, simbolizando un cenote y la entrada al inframundo.

#### Representación de la tierra
En la representación de la tierra se debe incluir diversas semillas, frutos, especias y otras bondades de la naturaleza. Se utilizan diferentes semillas como el maíz y el cacao para formar patrones en el suelo.  En una idea moderna, la representación de la tierra se relaciona con el principio de la ideología cristiana: «Polvo eres, y en polvo te convertirás» (Génesis 3,19).

#### Flores
Las flores influyen como ofrenda en todo altar y sepulcro. La flor de cempasúchil, la nube, la flor de terciopelo y el amaranto o moco de pavo son las especies más utilizadas para el adorno de un altar, como símbolo para dar la bienvenida a los difuntos  como un elemento bello para el altar, ya que antiguamente para Mesoamérica era la flor más bonita.[cita requerida]

#### Calaveras

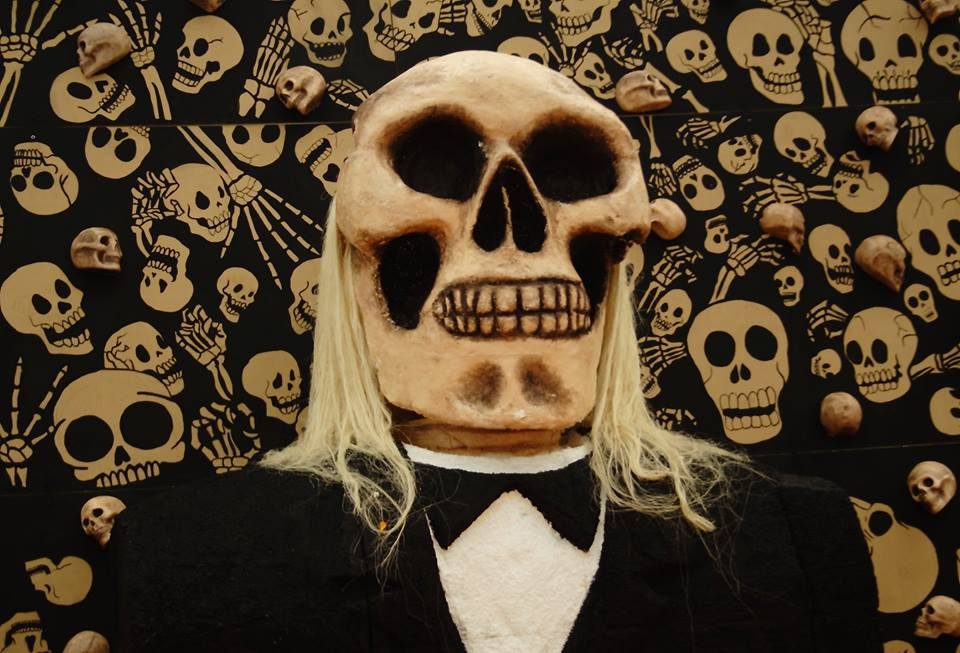
Máscara en forma de calavera durante la celebración de la mega ofrenda de la UNAM.

Las calaveras son dulces que representan alusiones a la muerte pueden ser de azúcar, chocolate o amaranto y más recientemente tamarindo. También representa que la muerte puede ser dulce y no amarga. Son coloridas calaveras de azúcar, barro, chocolate o yeso con adornos y patrones en ellas, gustan por su rico sabor y olor. También son una burla hacia la muerte y se les escribe en la frente el nombre del comprador o de una persona viva. El posible origen de las calaveritas puede relacionarse con el tzompantli, una hilera de cráneos de guerreros sacrificados colocados en un palo. También se han encontrado relación en los cráneos esgrafiados o tallados de la colección prehispánica del Museo Casa del Mendrugo, en Puebla.
También se le llama «calavera» o «calaverita» a un fragmento poético o epitafio que constantemente alude a la muerte, dedicado a personajes vivos.
La imagen de La Calavera Garbancera (conocida como «La Catrina»), creada por José Guadalupe Posada, no se relaciona con una función específica del día de muertos, ni con algún atributo específico para honrar a los muertos. Esta caricatura es una representación de una dandizette de la época porfiriana, es decir, una mujer de clase social alta caracterizada por su aparente intelecto y su sobrerrefinamiento que conformó la sociedad alta en el periodo presidencial de Porfirio Díaz. La caricatura fue diseñada como una burla hacia las mujeres que escondían su origen mexicano para reemplazarlo por una apariencia refinada y un chauvinismo europeo. La Catrina se considera un elemento de la cultura mexicana, concebido popularmente como una percepción jocosa que se burla de la noción tradicional de la muerte.

###### Incienso o sahumerio
Se coloca para purificar o limpiar el lugar donde se coloca la ofrenda.

#### Comida
La comida, según la tradición, debe ser del agrado del fallecido y con lo que más le gustaba comer. Debido a la dieta del mexicano promedio, es frecuente ver la cocina criolla nacional como mole, pozole, tacos, tamales etc., presente en muchos altares. Se deben incluir diferentes frutos de temporada como la calabaza, el tejocote, jícama, mandarina, guayaba, caña de azúcar,  naranja, y por supuesto, alimentos hechos de maíz.
El pan de muerto es un tipo de pan dulce que se coloca como ofrenda hacia los muertos. Tiene un par de tiras sobre la corteza que representan un par de huesos y ajonjolí que representa las lágrimas de las almas que no pueden descansar en paz. Este pan desciende del pan de maíz hecho por las civilizaciones del México antiguo.

#### Bebidas alcohólicas
Algunos altares contienen bebidas alcohólicas como tequila, rompope y pulque servidos en recipientes de barro, utilizados para mantener el tradicionalismo. Puede incluirse cualquier otra bebida que le haya gustado al difunto. De igual manera se le podía poner bebidas que no contuviera alcohol, como el chocolate.

#### Objetos personales
En los altares se utilizan prendas de vestir con lo que más se identificaba o se ponía el fallecido, objetos representativos del oficio al que se dedicaba o sus objetos preferidos. En el caso de los menores suele colocárseles juguetes, dulces y prendas. Y se puede poner también algunas de sus canciones favoritas ya sea en música o en el disco.

#### Adornos
Infinidad de adornos alusivos a la muerte han surgido del arte popular mexicano y se han agregado al altar de muertos. Figuras con cuadros de entierros, velorios o cementerios, o representando escenas de la vida cotidiana con esqueletos como personajes realizados en figuras de alfeñique, cartonería, madera, barro o yeso, son típicos de la fecha, así mismo como hermosos arreglos frutales o florales.
También en muchos altares se incluyen cadenas elaboradas con papel crepé, de color morado y amarillo, un eslabón de cada color, alternados. El morado representa la muerte y el amarillo la vida, por lo que con este adorno queda representada la delgada línea existente entre la vida y la muerte.

#### Elementos religiosos

##### Cruz
En todo el altar se colocan símbolos referentes a la cruz, la cual es un elemento que agregaron los evangelizadores españoles con el fin de incorporar el catolicismo entre los nativos y en tradición tan arraigada como era la veneración de los muertos. Una cruz se coloca en la parte superior del altar a un lado de la imagen del difunto. Se coloca una cruz pequeña de sal en el altar que sirve como medio de purificación de los espíritus, y una cruz de ceniza que le ayudará al espíritu a salir del purgatorio.

##### Imágenes religiosas
Se coloca una imagen o escultura del santo de devoción de la persona a la que se dedica el altar. También se coloca una imagen o cromo de las benditas ánimas del purgatorio, para facilitar la salida del difunto, si se encontrara en el purgatorio, debido a no poder alcanzar la gloria (entrada el cielo), según la teología católica quienes han muerto habiendo cometido pecados veniales sin confesar, pero sin haber cometido pecado mortal, deberá expiar sus culpas en el purgatorio.

##### Rosarios
Se puede colocar un rosario de cuentas en los niveles del altar. En el último nivel, en el caso de ser de siete niveles, se coloca un rosario hecho de limas y tejocotes.

#### Otros elementos

##### Perro
Se coloca la escultura de un perro o un perro real de la raza Xoloitzcuintle, representando al dios Xólotl, se dice que el perro ayudará a cruzar a las almas el río Itzcuintlán (primera dimensión para llegar al Mictlán, se conoce también en algunos lugares como río de sangre). El xoloitzcuintle debe ser color bronce y no tener abundancia de pelo. Se colocan también un par de huaraches para ayudar al alma a que cruce el río.

##### Monedas de oro
El poner monedas sobre alguno de los niveles del altar no tiene un significado específico; se relaciona con la cosmovisión griega de sepultar a las personas con monedas bajo la lengua para que al morir, pudieran pagarle a Caronte y ser conducidos por él en su balsa al inframundo. Esta práctica no desciende de ningún tipo de tradición o creencia de las culturas americanas debido a que las antiguas civilizaciones mesoamericanas no tenían una denominación monetaria específica, ya que su economía se basaba principalmente en el trueque. En la cultura azteca y su práctica comercial, se intercambiaban productos a cambio de granos de cacao o liebres muertas.

##### Ropa
Así como se colocan artículos de aseo personal, se colocan diversas prendas limpias para que el difunto las lleve puestas al regresar al mundo de los muertos. En la mayoría de los casos se utiliza la ropa del difunto para mantener una conexión con el alma del difunto.

## Festejo
Comienza cuando una persona de la casa enciende las velas del altar susurrando los nombres de los difuntos, se reza pidiendo el favor de Dios para que lleguen con bien, los familiares se sientan en la mesa y comparten la comida preparada para el festín, escuchando música del agrado del difunto, se habla sobre las novedades de la familia, se recuerdan anécdotas del difunto y se pide por la intercesión del difunto a Dios.
El festejo es un reencuentro, aunque breve, feliz, con la promesa de alcanzarlos en el más allá, llegado el momento.
Al término se apagan las veladoras y se despide a los espíritus, deseándoles buen viaje de regreso al más allá y pidiéndoles que retornen el próximo año. Además de que todo lo que lleva la ofrenda se reparte entre las personas que realizaron dicho acontecimiento, en algunas ocasiones la comida, fruta y dulces de la ofrenda llegan a perder su sabor y aroma de una forma extraña.